# Cirsium andersonii
Cirsium andersonii es una especie fanerógama perteneciente a la familia de las asteráceas. Es originaria de  California y Nevada, donde crece en los bosques y los claros de los bosques de las cordilleras locales, incluyendo el extremo sur de la Cordillera de las Cascadas. También se ha informado de Idaho.

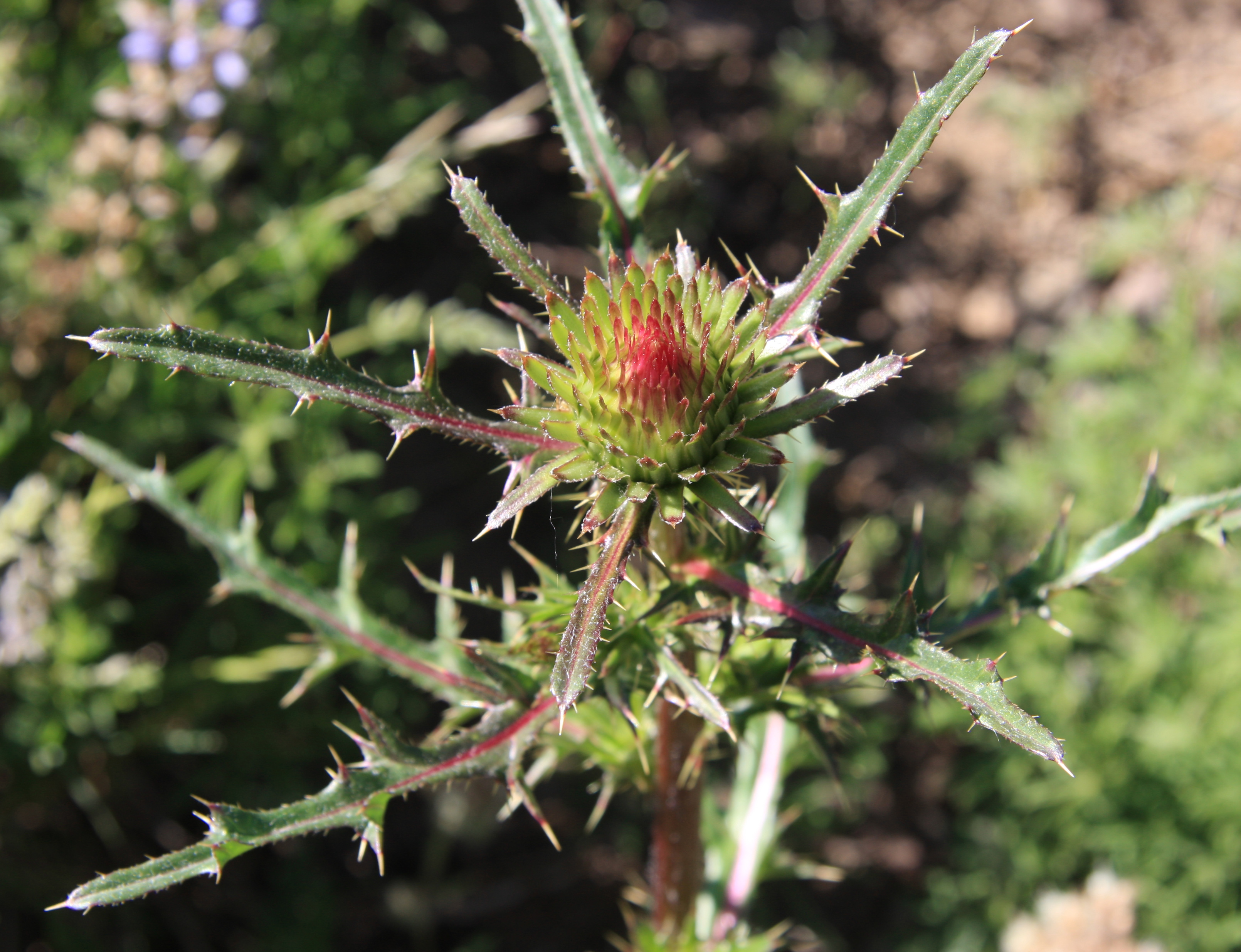
Detalle de las hojas e inflorescencias espinosas

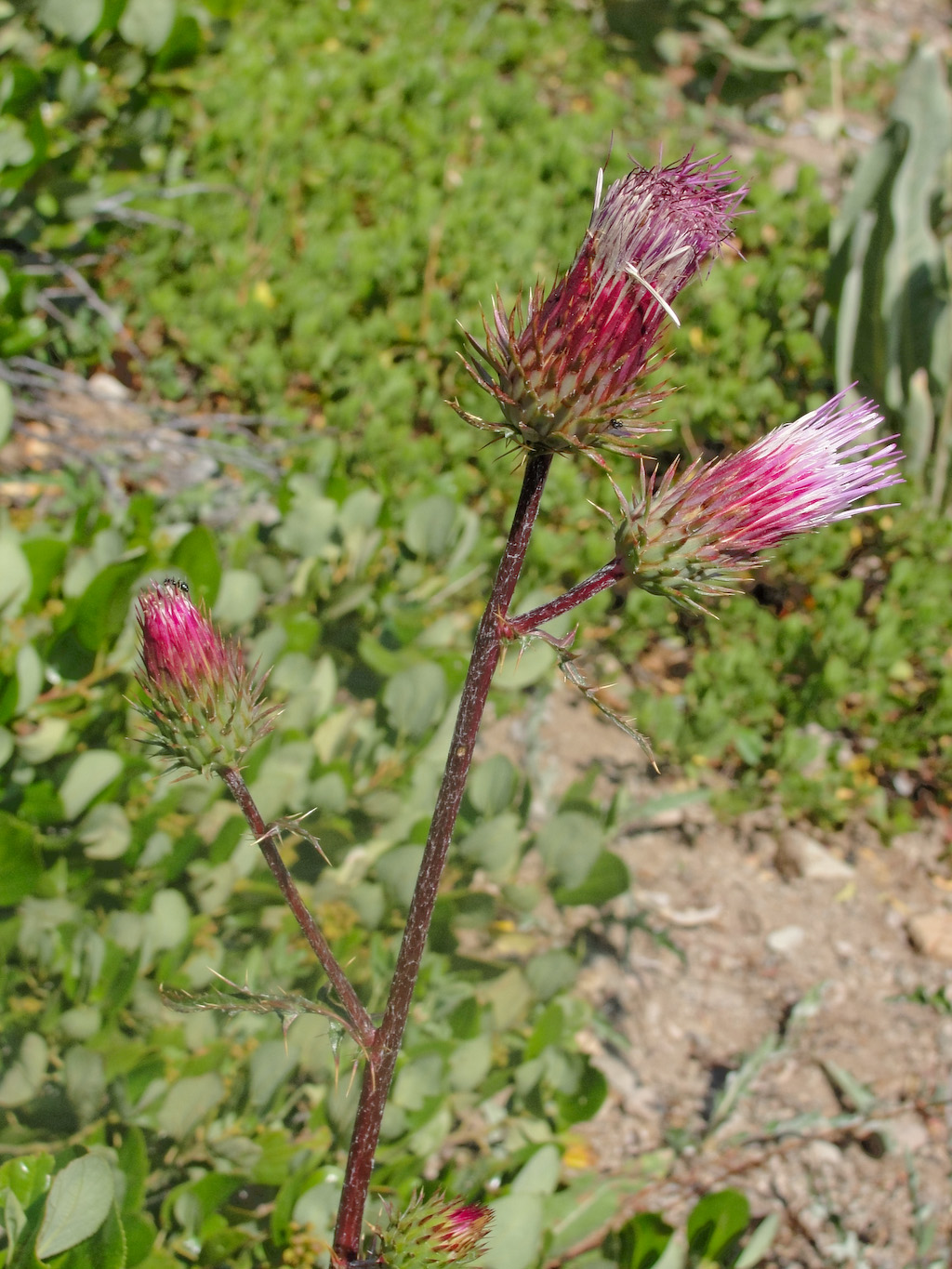
Detalle

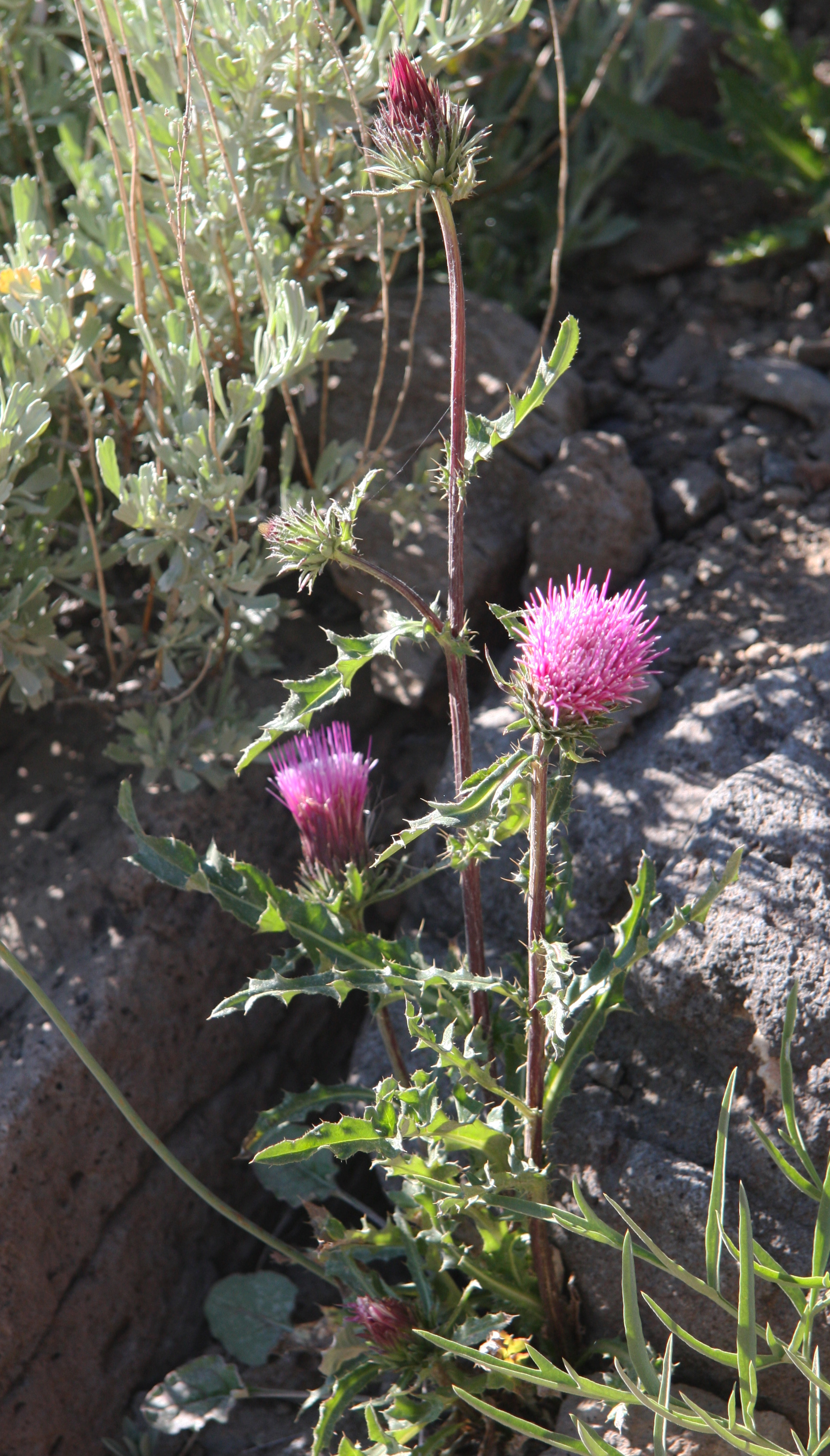
En su hábitat

## Descripción
Este cardo es una planta perenne que crece erecta alcanzando una altura máxima que se aproxima a un metro. Produce uno o tallos múltiples, simples o ramificados, que pueden ser sin pelos a bastante lanosos. Las hojas profundamente lobuladas que se reducen drásticamente nacen en pecíolos con alas espinosas, el más largo llega a más de 30 centímetros de longitud. La inflorescencia tiene una o más cabezas de flores, cada una de hasta 5 centímetros de largo por 4 de ancho. La cabeza está llena de espinas, son de color púrpura con brácteas que se curvan hacia fuera. La cabeza contiene muchas flores de color rosa o de color rojo, púrpura, o rosa, cada una de hasta 4,5 centímetros de largo. El fruto es un aquenio con un cuerpo de color marrón de 6 o 7 milímetros de largo cubierto con un vilano que pueden ser de 4 centímetros de longitud. La flor se atrae a los colibríes.

## Taxonomía
Cirsium andersonii fue descrita por (A.Gray) Petr. y publicado en Botanisk Tidsskrift 31(1): 68. 1911.
Etimología
Cirsium: nombre genérico que deriva de la palabra griega: kirsos = varices;  de esta raíz deriva el nombre kirsion, una palabra que parece servir para identificar una planta que se utiliza para el tratamiento de este tipo de enfermedad. De kirsion, en los tiempos modernos, el botánico francés Tournefort (1656 - 708) ha derivado el nombre Cirsium del género.
andersonii: epíteto otorgado en honor del botánico y médico estadounidense Charles Lewis Anderson (1827-1910),
Sinonimia
- Carduus andersonii (A.Gray) Greene
- Cirsium andersonii (A.Gray) Jeps.
- Cnicus andersonii A.Gray basónimo[3]